# Annekatrin Klepsch

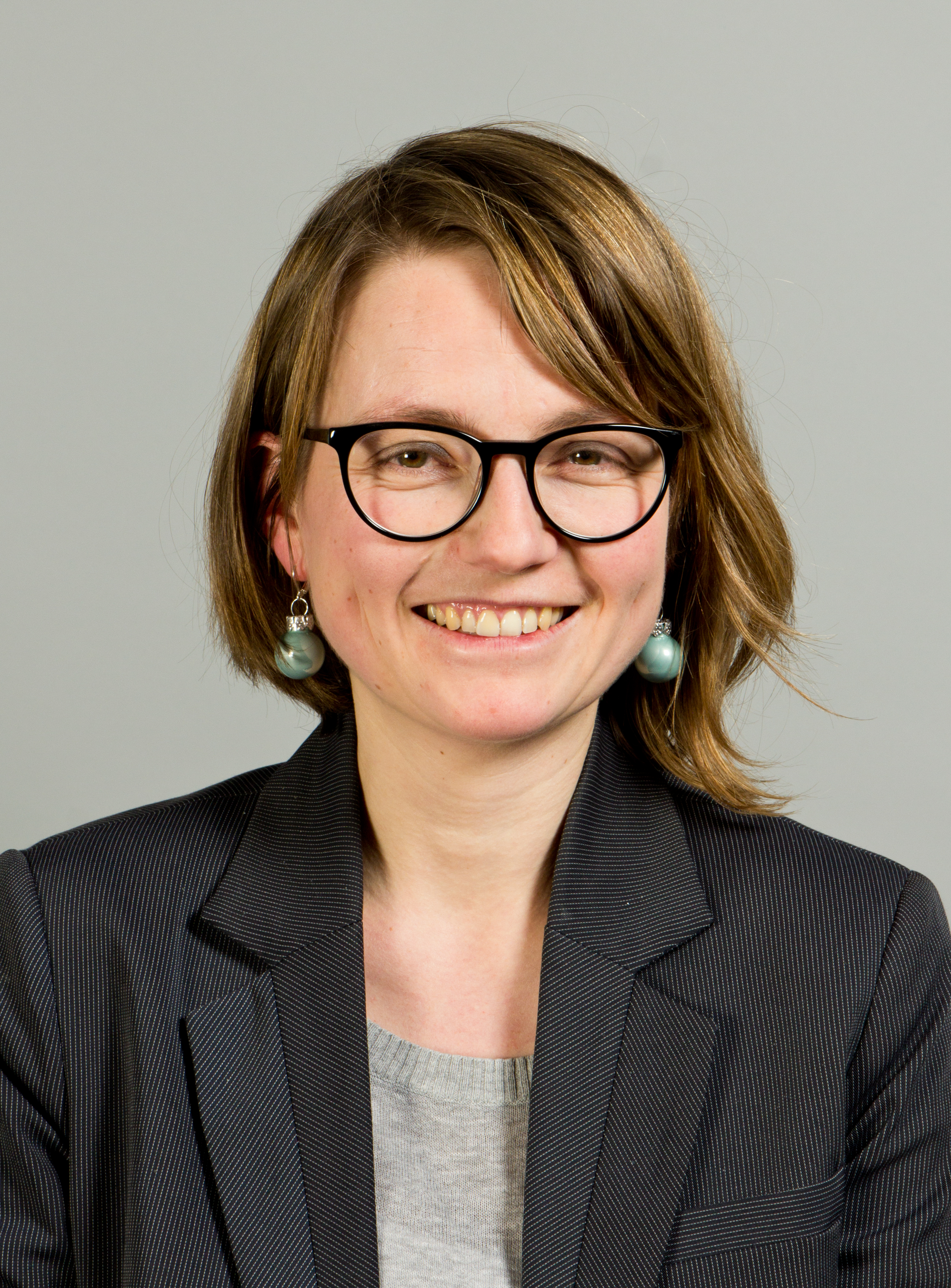
Annekatrin Klepsch (2013)

Annekatrin Klepsch (* 30. Juli 1977 in Dresden) ist eine deutsche Politikerin (Die Linke) und studierte Theater- und Kulturwissenschaftlerin. Sie ist Beigeordnete im Geschäftsbereich Kultur der Stadt Dresden.

## Leben
Klepsch legte 1996 das Abitur am Gymnasium Dresden-Cotta ab. Es folgte ein Auslandsaufenthalt im Kibbuz Nirim, Israel. Sie studierte von 1996 bis 2001 an der Universität Leipzig und in Wien Theater- und Kulturwissenschaft und Soziologie. Von 2001 bis 2002 war sie in der Chefredaktion der Jugendzeitschrift Spiesser tätig. Im Jahr 2002 arbeitete sie als Dramaturgieassistentin bei den Salzburger Festspielen und am Berliner Ensemble. Von 2003 bis zu ihrem Eintritt in den Sächsischen Landtag hatte sie die Projektleitung und von 2007 bis 2009 die Geschäftsführung beim Jugendverein Roter Baum e. V. inne. Im selben Zeitraum (2007–2010) absolvierte sie ein berufsbegleitendes Master-Studium der Arbeits- und Organisationspsychologie. Sie lebt in Dresden und hat drei Kinder. Zum Jahreswechsel 2021–2022 war Klepsch als Kandidatin für das Amt der Oberbürgermeisterin der Stadt Dresden im Gespräch. Auf einem Stadtparteitag haben sich Stadtvorstand der Linken, die Beigeordneten Annekatrin Klepsch und Kristin Klaudia Kaufmann sowie die Fraktion auf André Schollbach als Oberbürgermeisterkandidat der Linke geeinigt.
Am 26. Januar 2023 wurde Annekatrin Klepsch nach langen Auseinandersetzungen und Verhandlungen im Dresdner Stadtrat, die durch eine Mediation von Bundesminister a. D. Thomas de Maizère und Gunda Röstel beigelegt werden konnten, erneut zur Beigeordneten für Kultur, Tourismus und Wissenschaft gewählt. Der Bürgermeisterstreit in Dresden zwischen der Bürgermeisterkoalition aus CDU, Grünen, SPD und Linken und dem Oberbürgermeister sowie der FDP wurde durch eine Reduzierung der Bürgermeisterposten auf 6 gelöst.

## Politik
Klepsch übernahm 2002 ihren ersten politischen Posten als Ortsbeirätin von Dresden-Pieschen und war von 2004 bis 2009 auch Mitglied im Ortsbeirat (seit 2018: Stadtbezirksrat) Dresden-Neustadt. Sie ist seit 2003 Mitglied der PDS, seit 2007 der Partei Die Linke. Von 2005 bis 2009 war Annekatrin Klepsch Mitglied des Landesvorstands PDS/Die Linke Sachsen.
Im September 2009 zog sie über die Landesliste in den Landtag von Sachsen ein. Dort war sie stellvertretende Fraktionsvorsitzende, Mitglied im Ausschuss für Wissenschaft und Hochschule, Kunst und Medien und Sprecherin für Jugendpolitik und Soziokultur. Zusätzlich leitete sie den Arbeitskreis III der Fraktion (Bildung, Wissenschaft, Kultur).
Im Landtag war Klepsch Mitglied des Ausschusses für Wissenschaft, Kultur und Medien, Mitglied des Landesjugendhilfeausschusses, Stellvertretendes Mitglied in den Ausschüssen Schule & Sport, Soziales & Verbraucherschutz, Haushalt & Finanzen sowie Mitglied des Sächsischen Kultursenats und des Kuratoriums der Kulturstiftung des Freistaates Sachsen.
2009 wurde Klepsch bei der Dresdner Stadtratswahl für den Wahlkreis 12 zur Stadträtin gewählt. Sie saß für die Fraktion Die Linke im Kulturausschuss und war kulturpolitische Sprecherin. Von 2011 bis Juli 2015 führte sie den Stadtverband Die Linke Dresden als zweite Vorsitzende.
Für die Kommunalwahl 2014 kandidierte Annekatrin Klepsch auf Platz 1 für den Wahlkreis 5 (Loschwitz, Bühlau, Pillnitz) für den Dresdner Stadtrat. Zur Landtagswahl in Sachsen 2014 wurde sie auf Platz 2 der Landesliste der Linken gewählt. Dem Landtag gehörte sie bis zum 31. Oktober 2015 an, bis sie vorzeitig ihr Landtagsmandat aufgab, um als Beigeordnete für Kultur- und Tourismus zu arbeiten. In der neuen Funktion als Beigeordnete ist Klepsch zuständig für den Geschäftsbereich 4 der Stadt Dresden, Kultur und Tourismus. Damit ist sie verantwortlich für das Kultur- und Denkmalschutzamt, die Museen der Stadt Dresden, das Stadtarchiv Dresden und die Städtischen Bibliotheken. Teil des Geschäftsbereich sind auch die Dresdner Philharmonie, die Staatsoperette Dresden, das Theater Junge Generation, Dresdner Kreuzchor, das Heinrich-Schütz Konservatorium, die Dresdner Musikfestspiele, Europäisches Zentrum der Künste Hellerau und Societaetstheater Dresden.

Als Bürgermeisterin bereitete Klepsch die Bewerbung Dresdens als Europäische Kulturhauptstadt mit vor. Nach einer Entscheidung der Jury für die Bewerbung wurde bekanntgegeben, dass nur Chemnitz als sächsische Stadt auf die sogenannte „Shortlist“ kommt. In ihre Amtszeit fallen die Wiedereröffnung des Dresdner Kulturpalast und des Kulturkraftwerk Mitte, als Spielstätte für die Staatsoperette Dresden und das Theater Junge Generation. Ein weiteres Projekt ist die Umwandlung des Heinrich-Schütz-Konservatorium Dresden in einen städtischen Eigenbetrieb und die Abkehr vom Modell des gemeinnützigen Vereins. Dadurch erhält die Musikschule und ihre Musiklehrer mehr finanzielle Sicherheit.

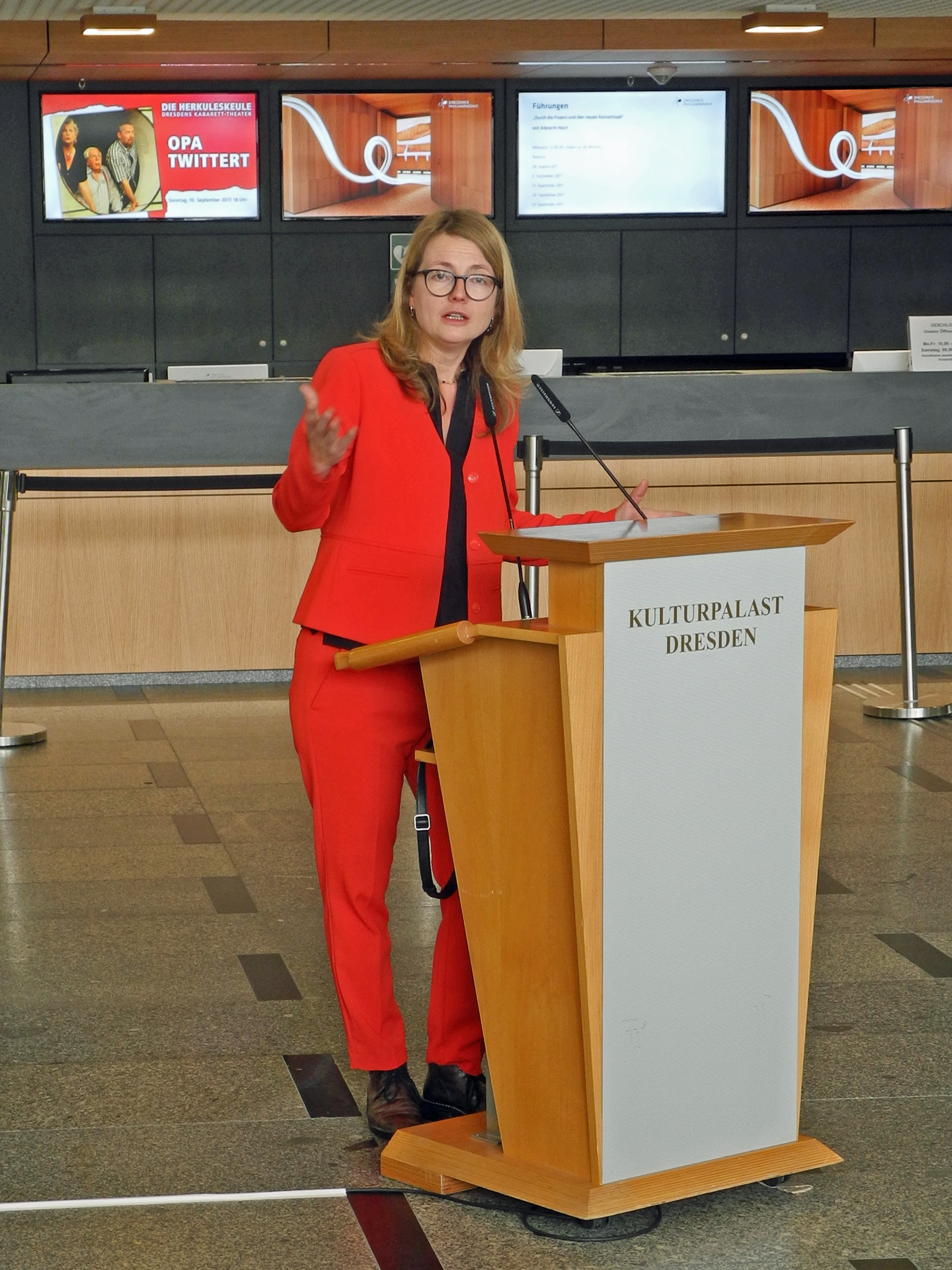
Tag des offenen Denkmals 2017 in Dresden: Eröffnung im Foyer des Kulturpalast

## Aprilscherz
Am 1. April 2023 tätigte Annekatrin Klepsch im Sachsen Fernsehen die Aussage, der Goldene Reiter würde bald gegendert und in „Goldene Reiter*in“ umbenannt werden. Der Aprilscherz wurde noch am selben Tag aufgelöst, das Video war jedoch in abgeänderter Form weiterhin auf diversen Social-Media-Kanälen zu sehen und wurde nach wie vor falsch bewertet.

## Mandate als Beigeordnete
- Stiftungsrat, Stiftung Frauenkirche[12]
- Stiftungsrat der Stiftung Deutsches-Hygiene-Museum
- Vorstandsvorsitzende der Volkshochschule Dresden e. V. „Victor Klemperer“
- Kulturpolitische Gesellschaft
- Kuratorium der Volker-Homann-Stiftung
- Vorstand des Landestourismusverbandes Sachsen e. V.
- Kuratorium der Dresdner Stiftung Kunst & Kultur der Ostsächsischen Sparkasse Dresden
- Kuratorium der Kulturstiftung des Freistaates Sachsen
- Aufsichtsrat Messe Dresden GmbH
- Aufsichtsrat Dresden Marketing GmbH
- Aufsichtsrat Verkehrsmuseum Dresden gGmbH
- Jury-Vorsitzende Kunstpreis der Landeshauptstadt Dresden
- Aufsichtsrat Kommunale Immobilien Dresden GmbH
- Hochschule für Musik „Carl-Maria von Weber“, Hochschulrat
- Staatliche Kunstsammlungen Dresden, Verwaltungsrat
- Deutscher Bühnenverein, Landesverband Sachsen, Vorstand
- Deutscher Bühnenverein, Verwaltungsrat
- Beirat Societaetstheater Dresden
- Kulturausschuss des Deutschen Städtetages
- 2018 – 2020 Vice-Chaire EuroCities Culture Forum
- bis 2019 Kuratorium Bewerbung Dresdens als Kulturhauptstadt Europas 2025

## Sonstige Mitgliedschaften
- Mitglied im Jugendverein „Roter Baum“ e. V.
- Mitglied im Verein zur Förderung des Kinder- und Jugendchores der Dresdner Philharmonie e. V.
- Freundeskreis Dresdner Synagoge e. V.